# Zapatos viejos
Zapatos viejos es una película mexicana producida por Grupo Galindo en 1993, siendo la segunda película protagonizada por Gloria Trevi, sin embargo ésta no es secuela de Pelo suelto, ya que no hay ninguna relación entre ninguna de las tres películas en las que actuó Gloria.

## Argumento
Dos jóvenes abandonan a una niña en un orfanato y es acogida por Miss Lucy (Silvia Derbez), la directora de ese lugar y así se cría la niña, sin embargo la vida ahí no será fácil porque Gloria, como terminan llamándola, es muy inquieta, cosa por la que nunca ha logrado ser adoptada y lo que le ocasiona muchas molestias a la cruel y amargada Miss Thorina (Alma Muriel), pero Gloria en medio de esa difícil situación no está sola, ya que siempre tiene a sus amigas del orfanato y especialmente Miss Lucy para defenderla. Sin embargo las cosas se complican cuando Miss Lucy se muere, y entonces Miss Thorina se convierte en la nueva directora del colegio e impondrá reglas muy estrictas en el orfanato.
Gloria, al ver esa situación decide escapar del convento junto con Mary (Sherlyn), otra huerfanita y amiga suya que busca un buen futuro también, y empiezan a llevar una vida en las avenidas pidiendo en los buses donde un niño de la calle que no tiene amigos llamado Tomás (Daniel Habif) se une a ellas. En esas peripecias los tres también conocen a Ernesto (Jorge "El Maromero" Páez), un hombre que le dice que hay gente interesada en conocer como canta así que decide acudir a un bar y mostrar su talento.
Pero Gloria quiere ayudar a sus amigas del orfanato y librarlas de la dictadura de Miss Thorina, así que va a casa de los dueños del orfanato, quienes le toman mucho cariño y deciden ponerla a ella como directora.

## Elenco
- Gloria Trevi es Gloria.
- Jorge "El Maromero" Páez es Ernesto.
- Alma Muriel es Miss Thorina De la Peña y Porra.
- Coco Levy es Rafael y Rafaelito.
- Silvia Derbez es Miss Lucy.
- Miguel Pizarro es Jack, el reprobador.
- Charly Valentino es Gordo.
- Sherlyn es Mary.
- Leilani Muñoz es Gloria (Niña).
- Dora Páez es Gloria (Bebé).
- Olga Hernández es Almendra.
- Daniel Habif es Tomás.
- Sergio Sendel es Mauricio.
- Elvia de la Torre es Indita.
- Juan Pablo Otero es Indito.
- José Clauthier es Sr. Cortázar
- María Magdalena Hernández es Sra. Cortázar
- Cecilia Hernández es Juanita.
- Laura Elena Lara es Laura.
- Erika Garza es Niña 1.
- Jessika Treviño es Niña 2.
- Yuridia Treviño es Rosita.
- Laura Garduño es Lupis.
- Niña Ecladiva es Claudia.
- Bárbara Castellanos es Blanca.
- Roberto Jiménez es Portero Rock Café.
- Victoriano Alaniz es Chofer Limusine.
- José Luis Aburto es Guardia 1.
- Celso Arizpe es Guardia 2.
- Juan Alanis Tamez es Don Rafael.
- Minerva Rodríguez es Doña Sofía.
- Guadalupe Figueroa es Monja 1.
- Guadalupe Elósegui es Monja 2.
- José Carrillo es Marcus Hattler.
- Francisco Campa es Cerebelo Tieso.
- Luis Dávila es Tashido Tuboca.
- Silvia Salazar es Leopoldina Saguán.
- Abelardo Martínez es Gigante.
- Juanita Rodríguez es Cocinera.
- David Linares es Disc Jockey.
- Rafael Arroyo es Portero Orfelinato.

## Recaudación
La película recaudó $238,340,000.00 (17 MDD) sólo en México y $308,440,000.00 (22 MDD) a nivel mundial.